# Asterocampa subpallida
Asterocampa subpallida är en fjärilsart som beskrevs av Barnes och Mcdunnough 1913. Asterocampa subpallida ingår i släktet Asterocampa och familjen praktfjärilar. Inga underarter finns listade i Catalogue of Life.